# Scepanotrocha semitecta
Scepanotrocha semitecta är en hjuldjursart som beskrevs av Donner 1951. Scepanotrocha semitecta ingår i släktet Scepanotrocha och familjen Habrotrochidae. Inga underarter finns listade i Catalogue of Life.